# Uğur Şahin
Uğur Şahin (prononcé [uˈuɾ ʃɑː.hin] en turc), né le 19 septembre 1965 à Iskenderun en Turquie, est un médecin et chef d'entreprise germano-turc. Il est depuis 2006 professeur d'oncologie à la 3e clinique médicale de l'université Johannes-Gutenberg de Mayence. Il a créé la société de biotechnologie BioNTech avec son épouse Özlem Türeci en 2008.

## Biographie
Issu d'une famille alévie d'Iskenderun,, il émigre à l'âge de quatre ans de la Turquie avec sa mère, pour rejoindre son père qui travaille dans une usine du constructeur automobile Ford à Taunus. Après l’abitur, il étudie la médecine à l'université de Cologne. Il y prépare une thèse sous la direction de Michael Pfreundschuh (de), puis exerce à la clinique universitaire de Cologne en qualité de spécialiste de médecine interne, d'hématologie et d'oncologie.
Il suit son directeur de thèse à l'université de la Sarre à Hombourg, où il travaille dans une unité dédiée à l'identification sérologique des antigènes, notamment ceux du cancer. En 1999, il obtient une HDR.
En 2000-2001, il travaille à l'hôpital universitaire de Zurich avec Rolf M. Zinkernagel et Hans Hengartner (de), que l'on retrouve tous deux ultérieurement au conseil scientifique de BioNTech.
À partir de 2001, il travaille à la clinique médicale de l'université Johannes-Gutenberg de Mayence, où il occupe des positions de responsable de recherche en cancérologie et immunologie. Il y obtient une chaire de professeur en 2006. Il y dirige depuis 2010 le projet TRON consacré à la médecine individualisée et à l'immunothérapie contre le cancer, qui lui vaut le prix allemand du cancer en 2019.
Uğur Şahin a connu sa future épouse Özlem Türeci à l'université de la Sarre à Hombourg. Ils se sont mariés en 2002. Le couple a une fille, née en 2006.
Il devient milliardaire en 2020 grâce aux vaccins, notamment celui contre la Covid-19, auxquels BioNTech a contribué au développement. Sa fortune s'élève à 4 milliards de dollars en mai 2021.

## Travaux
Uğur Şahin travaille à l'identification et à la caractérisation de molécules cible (antigènes) pour différents types de cancers. L'objectif est de créer des vaccins contre le cancer utilisant l'ARN, qui doit déclencher une réaction du système immunitaire.
Avec son épouse, il crée la société Ganymed Pharmaceuticals en 2001. Dans le cadre de cette entreprise, il crée l'anticorps monoclonal Zolbetuximab utilisé contre le cancer de l'œsophage et de l'estomac, qui est en 2020 en phase 3 de tests cliniques. La société est vendue en 2016 à Astellas Pharma pour 1,4 milliard de dollars.
Il participe en 2008 à la création de la société BioNTech dont il est le CEO depuis lors. Il détient 18 % de l'entreprise. En 2019, BioNTech met sur le marché une partie de ses actions ; en novembre 2020, la valeur de l’entreprise dépasse 21 milliards de dollars, ce qui fait de ses fondateurs l'un des couples les plus riches d'Allemagne. Il est un des actionnaires principaux de BioNTech.
Uğur Şahin, s'appuyant sur les recherches antérieures de Katalin Kariko, est le concepteur du vaccin Pfizer-BioNTech contre le Covid-19, premier vaccin de ce type à être homologué aux États-Unis. Il aurait conçu ce vaccin en l'espace d'un week-end en janvier 2020. Il a ensuite lancé l'opération qu'il a baptisé « Lightspeed » pour tester vingt variantes du vaccin, dont quatre parviennent à une phase de tests cliniques et dont l'une sera choisie in fine. C'est aussi lui qui appelle Kathrin Jansen de Pfizer le 1er mars 2020 pour lui proposer un partenariat pour développer et commercialiser le vaccin, chacun des partenaires partageant 50 % des coûts de développement et 50 % des bénéfices, mais BioNTech restant propriétaire du vaccin. Bénéficiant des dérégulations administratives du gouvernement Trump et de sa commande anticipée de près de deux milliards de dollars pour 100 millions de doses obtenue en juillet 2020, son vaccin peut être mis sur le marché dès novembre 2020.

## Distinctions
- 1995 : Prix Vincenz Czerny de la société allemande d'hématologie et d'oncologie
- 1995 : Médaille de la Société américaine d'oncologie clinique
- 2005 : Prix Georges Köhler de la Société allemande d'immunologie
- 2006 et 2010 : prix GoBio du Ministère allemand de l'Éducation et de la Recherche (BMBF)[14]
- 2019 : Prix Mustafa
- 2019 : Prix allemand du cancer
- 2020 : Grand-croix du Mérite de la République fédérale d'Allemagne avec étoile, la plus haute distinction allemande, décoré en même temps que son épouse le 19 mars 2020 par le président de la République Frank-Walter Steinmeier, en présence de la chancelière Angela Merkel[15]
- 2021 : Prix Princesse des Asturies pour Recherche scientifique et technique